# Dieudonné Nzapalainga
Dieudonné Nzapalainga, né le 14 mars 1967 à Bangassou en République centrafricaine, est un prêtre spiritain centrafricain et évêque catholique. Archevêque de Bangui depuis 2012, il est créé cardinal en 2016.

## Biographie

### Jeunesse et formation
Dieudonné Nzapalainga est issu d'une famille modeste et est le cinquième d'une fratrie de quatorze enfants. Il découvre la foi chrétienne auprès d'un père spiritain. En 1997, il fait sa profession religieuse solennelle dans la Congrégation du Saint-Esprit, congrégation pour laquelle il est ordonné prêtre le 9 août 1998. 

### Évêque
Le 14 mai 2012, le père Nzapalainga est nommé évêque par le pape Benoît XVI, et archevêque de l'archidiocèse de Bangui, dont il était l’administrateur apostolique depuis le 26 mai 2009. 
Le 9 septembre 2014, il est nommé par le pape François père synodal pour la troisième assemblée générale extraordinaire du synode des évêques sur la famille qui se déroulera du 5 au 19 octobre en qualité de président de la conférence épiscopale des évêques de Centrafrique. Le 13 septembre suivant, le pape l'inclut parmi les nouveaux membres de la Congrégation pour l'évangélisation des peuples.
En janvier 2015, il mène les pourparlers pour la libération de la travailleuse humanitaire française Claudia Priest, enlevée une semaine plus tôt par des milices anti-balaka. Celle-ci est finalement libérée le 23 janvier. Le 19 août 2015, la Plateforme de Paix Inter-religieuse de Centrafrique, qu'il a fondé avec l'imam et le pasteur de Bangui, reçoit le prix Sergio Vieira de Mello.
En novembre 2015 il accueille à Bangui le pape François pour une de ses étapes lors de sa tournée africaine. Le 29 novembre, le pape ouvre à la cathédrale de Bangui la première des portes Saintes quelques jours avant l'ouverture officielle du Jubilé de la Miséricorde faisant ainsi de la capitale centrafricaine « la capitale spirituelle du monde ». Le souverain pontife annonce sa prochaine création cardinalice au cours de l'Angélus dominical du 9 octobre suivant.

### Cardinal
Il est créé cardinal avec seize autres prélats lors du consistoire du 19 novembre 2016 par François qui lui attribue le titre de Sant'Andrea della Valle. Il devient ainsi le benjamin du Sacré Collège et le premier cardinal centrafricain,. Il est installé dans sa paroisse cardinalice le 18 décembre 2016.
Le pape le confirme comme membre de la congrégation pour l'évangélisation des peuples le 28 janvier 2017, à la suite de sa création cardinalice.

## Filmographie
- Siriri, le cardinal et l'imam (2021) film documentaire de cinéma réalisé par Manuel von Sturler